# Раєвська сільська рада (Альшеєвський район)
Ра́євська сільська рада (рос. Раевский сельский совет) — муніципальне утворення у складі Альшеєвського району Башкортостану, Росія. Адміністративний центр та єдиний населений пункт — село Раєвський.

## Населення
Населення — 19058 осіб (2019, 19557 в 2010, 20036 в 2002).